# スプリンターセル
スプリンターセル (Splinter Cell)は、フランスのコンピューターゲーム開発・販売会社であるユービーアイソフトから発売されている、スプリンターセルシリーズの第一作である。日本ではWindows版が、日本語マニュアル付きで2003年2月22日に、完全日本語版が同年5月30日に発売された。その後、2003年11月27日にXbox版とPS2版が発売された。Xbox版のみ音声が日本語で吹き替えられている。
スプリンターセル (Splinter Cell)とは、「目に見えないほど小さな破片」という意味。

## 概要
『レッドオクトーバーを追え』や『トータル・フィアーズ』などで知られる作家トム・クランシーが監修した作品であり、スニーキングアクション「スプリンターセル」シリーズの第1作である。
プレイヤーは、主人公サム・フィッシャーとして極秘任務を遂行していく。サムの目的は敵に発見される事なく目的を達成する事であり、敵に見つかれば当然攻撃されて増援も呼ばれるが、サム自身は超人ではない為、正面から敵の集団とやり合っても勝てる見込みは低い。いかに気配を消し、敵の目を欺くかが攻略の鍵となる。障害となる敵は視界に入らないように通り過ぎる他には、背後から気絶させる、遠くから射殺するなどで隠密に無力化しながら進む事になる。その為、作中では銃撃戦こそあるが、超人的な強さを持ったボスキャラクターは登場しない。また、気絶させた敵や死体は敵に発見されれば警戒される為、物陰や暗がりに隠しておく必要がある。サムの姿が監視カメラに映る、気絶させた敵や死体を発見されるなどで警報が鳴り、一つのミッション中に三回警報が鳴るとミッションは失敗となる。
本シリーズは「暗闇に潜む」という特徴があり、サムのいる場所が暗ければ暗いほど見つかりにくくなる。完全に闇に溶け込んでいれば、接触されるほど近付かれない限り発見されない。逆に明るい場所では遠くからでも発見されてしまう。マップ内の暗がりに潜む他、明かりを消す、もしくは破壊する事で能動的に闇を作り出す事ができる。サム自身は暗闇でも行動できるように、ナイトヴィジョン・ゴーグルとサーマルヴィジョン・ゴーグルを常に装備しており、ボタン一つで着脱が可能である。但し、本作の敵は聴覚が敏感であり、例え暗闇の中にいても（騒音の響く部屋でもない限りは）下手に足音などの物音を立てればすぐに気付かれてしまう。また、一度発見されれば暗闇でも正確に狙われる為、発見されない事が第一となる。

## 登場人物
声優はXbox版の吹き替え担当者。
サム・フィッシャー(Sam Fisher)
声：玄田哲章
本シリーズの主人公で、アメリカ国家安全保障局内の秘密組織「サード・エシュロン」に所属する秘密工作員(スプリンターセル)である。高い敏捷性を持ち、単独で潜入任務を行い、人知れずアメリカを、ひいては世界を危機から救う。アメリカ特殊作戦海軍Navy SEALs出身。どんな状況でもジョークを口に出来、且つ正確に状況を把握できる冷静沈着な人物だが、娘のサラには甘く、彼女が危険に巻き込まれたと知るや否や任務よりもサラの安否の確認を優先しようとするなど、娘に関しては冷静さを失い易い。また、仲間が命を落とせばその死を悼むなど、決して無感情な人物ではない。
アーヴィング・ランバート(Irving Lambert)
声：池田勝
サード・エシュロン局長。研究員、ハッカー、指揮官からなるサードエシュロンチームと実際に潜伏活動を行うエージェントの間を取り持つ人物。
アンナ・グリムスドッティア(Anna Grimsdottir)
声：日野由利加
サード・エシュロンのリードプログラマー。作戦本部からサムを技術面、暗号面、データ面からサポートする。通称「グリム」。
ヴァーノン・ウィルキスJr(Vernon Wilkes, Jr.)
声：高瀬右光
サード・エシュロンの一員且つ、NSAのエリートであり、警備、輸送の面でサムの任務を現地で補佐するサポート要員。しかし物語途中でサムを援護しようとして銃撃を受けてしまい、サムに看取られながら息を引き取る。
コンバイン・ニコラーゼ(Kombayn Nikoladze)
クーデターによりグルジアの新大統領に就任した人物。元々は製造業で富を得た「グルジアの産業王」と称されるカリスマ的な資産家で、大統領就任後も優れた政治的手腕でグルジア経済に奇跡を起こした事で国内外から高い評価を受けている。しかしその本性は強い反米感情を持つ策謀家であり、就任当初は西欧諸国と友好的な関係を築いていくと公言していたが、やがて己が野望を実現する為に行動を起こす。
モリス・オデル(Morris O'dell)
各ミッション開始前のニュース「FNW(First News Wire)」のアナウンサー。目まぐるしく動く世界情勢を伝える。
サラ・フィッシャー(Sarah Fisher)
サムの愛娘。極秘任務に赴く父を孤独に負けず気遣う思いやりのある娘。

## ストーリー(XBOX)
プロローグ
2003年、アメリカ合衆国に脅威となる第三者のデジタル暗号化システム対策および機密漏洩防止のために、最新鋭の監視・戦闘技術を駆使し、敵のデータを盗み出しもしくは破壊する特殊部隊サードエシュロンが創設された。
2004年4月、グルジア共和国でアブハジアの分離独立主義者による同国大統領への自爆テロが発生。これを受け、政界・軍部の後押しによってグルジアの産業王コンバイン・ニコラーゼが無血クーデターによりグルジア新大統領に就任した。
同年10月、CIAはグルジア政界の内偵としてエージェントのアリス・マディソンを潜入させていたが、その彼女が突如行方不明になり、捜索に派遣されたエージェントのウィリアム・R・ブラウスタインまでもがその数日後に消息を絶った。エージェント2人の捜索任務が下されたサードエシュロンは、「スプリンターセル」と呼ばれる百戦錬磨のエージェントであるサム・フィッシャーを招集する。
アメリカ/訓練(Training)
招集されたサムは、この危険な一連の任務にあたる特殊工作員として適任か否かを示すべく、現地に向かう前にバージニア州のCIA訓練施設を訪れる。
グルジア/警察署(Police Station)
能力を示したサムはエージェント2人の捜索の為、グルジア・トビリシの旧市街地に降り立った。まずブラウスタインの活動範囲を知るべく、地元の情報提供者トーマス・グルゲニッツェと落ち合う事になっていたが、彼のいるホテルは炎に包まれていた。
グルジア/国防省(Defense Ministry)
トビリシの警察分署に安置されていたマディソンとブラウスタインの遺体から追跡用皮下インプラントが取り除かれており、ヴァイシェスラブ・グリンコというロシア人傭兵により、グルジア国防省に持ち去られた事が判明した。グリンコはニコラーゼ大統領と深く関係しており、2人は国防省で会うという。サムはニコラーゼの秘密を探るべく国防省に潜入する。
カスピ海/油田施設(Oil Rig)
国防省より入手した記録により、グルジアが情報操作で世界を欺き、石油資源を掌握するべく隣国アゼルバイジャンへ軍事侵攻していたことが発覚。これによりNATOはコーカサス地方への介入を開始し、グルジア軍はほぼ全てがアゼルバイジャンから撤退させられた。しかしニコラーゼは最高軍事顧問と共に姿を消し、またグルジア特殊部隊は巧妙に姿を隠し活動を続けており、その死守する拠点の一つがカスピ海の油田基地であるという。この基地は暗号化されたネットワークを用いてグルジアの大統領官邸と通信を行っているらしく、サムはそのデータを入手する為に油田基地に向かった。
アメリカ/CIA本部(CIA HQ)
油田基地から回収したデータにより、ニコラーゼのアメリカに対する攻撃計画を突き止める。それはCIAから機密が漏洩している事を示す証拠でもあった。しかしそれから間もなくニコラーゼはアメリカへの報復として大規模なサイバーテロを仕掛け、アメリカ全土は大混乱に陥る。サードエシュロンは内通者を突き止め、ニコラーゼの居場所を炙り出すべくCIAの本部へ潜入を試みる。
アメリカ/カリナテック社(Kalinatek)
内通者を尋問した結果、CIA本部に近いカリナテック社を介してニコラーゼに情報が流れていたことが判明した。既に敵にもこちらの動きが気付かれており、ロシアの傭兵部隊が証拠隠滅の為にカリナテック社を襲撃した。破壊される前に情報を手に入れるべく、サムはカリナテック社に潜入し、建物の中に隠れているイワンという技術者から暗号キーを受け取る。
ミャンマー/中国大使館(Chinese Embassy)
多国籍軍の必死の捜索にもかかわらずニコラーゼとグルジア特殊部隊の居場所を掴めない中、サムはイワンの暗号キーから、ニコラーゼがミャンマーにある中国大使館に逃げ込んでいた事を知る。しかしそれにより中国のニコラーゼへの支援が疑われた事でアメリカ・中国間の関係は危機的状況に陥ってしまう。サードエシュロンは、中国とニコラーゼの関係について裏付ける証拠を手に入れるべく、ミャンマーのヤンゴンに向かう。
ミャンマー/ムーク・ツォ・ボー食肉店(Abottoir)
ニコラーゼの情報テロを巡ってアメリカと中国の外交は悪化の一途を辿っていた。大使館で入手した情報から、ニコラーゼは中国人民解放軍で強い影響力を持つコン・フェイロン将軍と繋がりがある事を突き止めるも、同じ頃、ニコラーゼはネット中継によって捕虜のアメリカ兵の公開処刑を予告するという暴挙に出た。数時間という限られた時間の中、サードエシュロンは刑場であるムーク・ツォ・ボー食肉店へと駆け付け、アメリカ兵と中国高官を救出する。
ミャンマー/中国大使館2(Chinese Embassy)
アメリカ兵とともに救出された中国高官の口から、中国政府のあずかり知らぬところでフェイロンが人民解放軍内の一部の過激派を率いていることが判明する。そして当のフェイロンは完成間近な核兵器とともに大使館から逃げ出そうとしており、サムは再び中国大使館に向かう。
グルジア/大統領官邸(Presidential Palace)
ニコラーゼの支援はフェイロンの独断であった事が明らかになり、アメリカと中国の関係は修復された。同時にニコラーゼのサイバーテロ部隊は排除され、グルジア情報危機は収束に向かっていたものの、首謀者であるニコラーゼの居場所は依然として掴めていなかった。その後、サムは中国大使館にて、ニコラーゼがグルジアの大統領官邸に「アーク」と呼ばれる謎の兵器の鍵を残しており、その回収のために大統領官邸に戻ってくることを知る。サムはニコラーゼと「アーク」を排除し、この事件に真の決着を付ける為、大統領官邸に潜入する。
Xbox、Windows版ではこの他に追加ステージとしてコラ半島（日本未配信）、造船所、潜水艦が配信されていた。また、PS2版のみカリナテック社と中国大使館の間に原子力発電所のステージが挿入される。